# Pisa Sporting Club 1947-1948
Questa voce raccoglie le informazioni riguardanti il Pisa Sporting Club nelle competizioni ufficiali della stagione 1947-1948.

## Rosa
| N. |                   | Ruolo | Calciatore          |
| -- | ----------------- | ----- | ------------------- |
|    | Italia (bandiera) | A     | Sauro Barbaglia     |
|    | Italia (bandiera) | A     | Sergio Braccianti   |
|    | Italia (bandiera) | D     | Giuseppe Chiappella |
|    | Italia (bandiera) | D     | Franco Civolani     |
|    | Italia (bandiera) | C     | Giorgio Giorgioni   |
|    | Italia (bandiera) | D     | Luciano Filippelli  |
|    | Italia (bandiera) | C     | Roberto Lerici      |
|    | Italia (bandiera) | A     | Enzo Loni           |
|    | Italia (bandiera) | D     | Renzo Lorenzetti    |

| N. |                   | Ruolo | Calciatore         |
| -- | ----------------- | ----- | ------------------ |
|    | Italia (bandiera) | D     | Luciano Nicolini   |
|    | Italia (bandiera) | C     | Lino Oldoini       |
|    | Italia (bandiera) | A     | Piero Rametta      |
|    | Italia (bandiera) | C     | Giuseppe Saccone   |
|    | Italia (bandiera) | P     | Agostino Scaglioni |
|    | Italia (bandiera) | C     | Mauro Taccola      |
|    | Italia (bandiera) | A     | Elio Torriani      |
|    | Italia (bandiera) | P     | Ettore Zini        |

## Risultati

### Campionato

#### Girone di andata
| 28 settembre 1947 1ª giornata | Pisa | 3 – 0 | Ternana |  |

| 21 settembre 1947 2ª giornata | Pescara | 3 – 1 | Pisa |  |

| 28 settembre 1947 3ª giornata | Pisa | 3 – 1 | Palermo |  |

| 5 ottobre 1947 4ª giornata | Pisa | 2 – 0 | Siracusa |  |

| 12 ottobre 1947 5ª giornata | Empoli | 1 – 0 | Pisa |  |

| 19 ottobre 1947 6ª giornata | Pisa | 6 – 0 | Rieti |  |

| 26 ottobre 1947 7ª giornata | Lecce | 3 – 1 | Pisa |  |

| 2 novembre 1947 8ª giornata | Pisa | 4 – 1 | Torrese |  |

| 16 novembre 1947 9ª giornata | Nocerina | 4 – 2 | Pisa |  |

| 23 novembre 1947 10ª giornata | Pisa | 2 – 1 | Perugia |  |

| 30 novembre 1947 11ª giornata | Siena | 0 – 0 | Pisa |  |

| 7 dicembre 1947 12ª giornata | Pisa | 3 – 0 | Scafatese |  |

| 21 dicembre 1947 13ª giornata | Anconitana | 1 – 2 | Pisa |  |

| 28 dicembre 1947 14ª giornata | Brindisi | 0 – 2 | Pisa |  |

| 4 gennaio 1948 15ª giornata | Pisa | 2 – 0 | Arsenaltaranto |  |

| 11 gennaio 1948 16ª giornata | Cosenza | 0 – 0 | Pisa |  |

| 18 gennaio 1948 17ª giornata | Pisa | 2 – 1 | Gubbio |  |

#### Girone di ritorno
| 15 febbraio 1948 18ª giornata | Ternana | 3 – 3 | Pisa |  |

| 22 febbraio 1948 19ª giornata | Pisa | 3 – 0 | Pescara |  |

| 29 febbraio 1948 20ª giornata | Palermo | 2 – 0 | Pisa |  |

| 7 marzo 1948 21ª giornata | Siracusa | 1 – 0 | Pisa |  |

| 14 marzo 1948 22ª giornata | Pisa | 1 – 1 | Empoli |  |

| 21 marzo 1948 23ª giornata | Rieti | 5 – 1 | Pisa |  |

| 28 marzo 1948 24ª giornata | Pisa | 1 – 0 | Lecce |  |

| 11 aprile 1948 25ª giornata | Torrese | 2 – 1 | Pisa |  |

| 17 aprile 1948 26ª giornata | Pisa | 5 – 1 | Nocerina |  |

| 25 aprile 1948 27ª giornata | Perugia | 1 – 1 | Pisa |  |

| 2 maggio 1948 28ª giornata | Pisa | 0 – 0 | Siena |  |

| 9 maggio 1948 29ª giornata | Scafatese | 1 – 1 | Pisa |  |

| 23 maggio 1948 30ª giornata | Pisa | 3 – 0 | Anconitana |  |

| 30 maggio 1948 31ª giornata | Pisa | 1 – 0 | Brindisi |  |

| 6 giugno 1948 32ª giornata | Arsenaltaranto | 1 – 2 | Pisa |  |

| 13 giugno 1948 33ª giornata | Pisa | 3 – 0 | Cosenza |  |

| 20 giugno 1948 34ª giornata | Gubbio | 0 – 1 | Pisa |  |